# Colobomatus similis
Colobomatus similis is een eenoogkreeftjessoort uit de familie van de Philichthyidae. De wetenschappelijke naam van de soort is voor het eerst geldig gepubliceerd in 1995 door Kim I.H..